# 湖边镇
湖边镇，是中华人民共和国江西省赣州市章贡区下辖的一个乡镇级行政单位。

## 行政区划
湖边镇下辖以下地区：
湖边社区、八〇三社区、龙岭村、涌泉村、垇头村、蛤湖村、梨园村、叶山村、横江村、社前村、岗边村、善边村、窑背村、窑下村、上禾村、湖边村、官田村和永安村。